# Simanapang
Simanapang is een bestuurslaag in het regentschap Padang Lawas Utara van de provincie Noord-Sumatra, Indonesië. Simanapang telt 29 inwoners (volkstelling 2010).